# Качуа (город, Багерхат)
Качуа (бенг. কচুয়া, англ. Kachua) — город на юго-западе Бангладеш, административный центр одноимённого подокруга. Площадь города равна 8,32 км². По данным переписи 2001 года, в городе проживало 9394 человека, из которых мужчины составляли 50,85 %, женщины — соответственно 49,15 %. Плотность населения равнялась 1129 чел. на 1 км². Уровень грамотности населения составлял 44,3 % (при среднем по Бангладеш показателе 43,1 %). 